# Bolesław Rutkowski
Bolesław Rutkowski (ur. 8 sierpnia?/21 sierpnia 1915 w Żeleznowodsku, zm. 17 października 2012 w Gliwicach) – doktor nauk medycznych, anestezjolog, kapitan Polskich Sił Zbrojnych na Zachodzie, weteran II wojny światowej, uczestnik bitwy pod Monte Cassino.

## Młodość i wybuch wojny
Urodził się w Żelaznowodwsku na Zakaukaziu (dziś Kraj Stawropolski), ojciec inżynier Olgierd Rutkowski był dyrektorem kopalni ropy naftowej koncernu Alfreda Nobla w zagłębiu Baku, a matka Jadwiga nauczycielką śpiewu w konserwatorium. Rodzina była bardzo zamożna. W trakcie rewolucji w Rosji, ojciec objeżdżał strajkujące kopalnie wskutek czego dostał zapalenia płuc i zmarł. Sytuacja Rutkowskich bardzo się pogarszała, zostali pozbawieni majątku. Matka Jadwiga postanawiała wyjechać do Rumunii, do majątku ojca w Besarabii. Wraz z córką oraz synkiem pomimo niebezpieczeństwa ruszyła przez Polskę do Rumunii. 22 grudnia 1921 w napaści bandyckiej na majątek zginął dziadek Rutkowskiego. Rodzina musiała się przenieść do Czerniowców. Młody Bolesław rozpoczynał naukę w polskiej szkole zakonnej. Bolesław i jego siostra Jadwiga byli wychowywani w duchu polskości i patriotyzmu, matka nadała im imiona królowej Jadwigi oraz króla Bolesława Chrobrego. Jadwiga Rutkowska wyszła drugi raz za mąż za pułkownika armii rumuńskiej Konstantina Popovici. W 1933 Rutkowski rozpoczął studia medyczne w Bukareszcie. Pierwszy raz z anestezją zetknął się na IV roku studiów przy przeprowadzaniu znieczuleń eterowych za pomocą maski Ombredannea. W lipcu 1939 na VI roku studiów Rutkowski przyjechał do Warszawy w celu odbycia praktyki lekarskiej w jednym ze szpitali. Praktyki jednak nie rozpoczął ze względu na urazy jakich doznał w wypadku kolejki Wilanowskiej (10 osób zginęło), miał połamane obie nogi. Trafił do szpitala, a następnie dochodził do siebie w domu syna kuzynki matki, okulisty Jana Ruszkowskiego, gdzie zastała go wojna.

## Wojna
II wojna światowa zastała go w domu Ruszkowskiego, który wywiózł rodzinę z Warszawy. Bolesław Rutkowski pozostał sam. Udzielał pomocy medycznej rannym warszawianom w trakcie oblężenia miasta.
W Warszawie przebywał do grudnia, kiedy to jako obywatel Rumunii (nie posiadał obywatelstwa polskiego) wyjechał do Bukaresztu razem z konsulem tego kraju. Paradoks spowodował, że droga wiodła przez Berlin. Po przyjeździe udał się do ambasady polskiej, gdzie u attaché wojskowego zgłosił chęć wstąpienia do Wojska Polskiego formującego się we Francji. Pomimo braku obywatelstwa prośba została przyjęta. Otrzymał skierowanie do Centrum Wyszkolenia Sanitarnego w Comburg, gdzie przebywał do ataku Niemiec na Francję. Po walkach obronnych ewakuowany do Wielkiej Brytanii, gdzie otrzymał przydział do 2 batalionu 1 Brygady Strzelców. Na moc decyzji Ministra Spraw Wewnętrznych Stanisława Mikołajczyka otrzymał polskie obywatelstwo. W Anglii kończył studia medyczne na Polskim Wydziale Lekarskim na Uniwersytecie w Edynburgu w pierwszej grupie absolwentów. Wraz z jednostką wysłany jako uzupełnienie do Armii Polskiej na Wschodzie stacjonującej w Iraku. Po dotarciu na miejsce ppor. Rutkowski otrzymał przydział na stanowisko adiutanta szefa służby zdrowia gen. bryg. Bolesława Szareckiego. W Korpusie poznał swoją przyszłą żonę Krystynę Dąbrowską, z którą pobrał się w Jerozolimie pod koniec 1943. Został przerzucony na front włoski, gdzie poza obowiązkami adiutanta pracował w 3 Sanitarnym Ośrodku Ewakuacyjnym, który był częścią szpitala wojskowego dowodzonego przez mjr Leona Kehle. Wraz ze szpitalem brał udział na I linii frontu w bitwie pod Monte Cassino oraz w walkach o Ankonę i Bolonię. W trakcie pracy w szpitalu oraz warunkach frontowych ppor. Rutkowski zgłębiał wiedzę o anestezjologii. Po zakończeniu działań wojennych otrzymał przeniesienie do 2 kompanii, 3 Dywizji Strzelców Karpackich. W listopadzie wracał do Polski generał Szarecki, a ppor. dr Bolesław Rutkowski nie zdecydował się jeszcze na powrót do kraju, został lekarzem w obozie przejściowym dla żołnierzy i cywilów w Diddington w hrabstwie Kent, gdzie 22.12.1946 przychodził na świat jego syn Jerzy. Po pewnym czasie Bolesław Rutkowski otrzymał pracę w Londyńskim Szpitalu Wojskowym, gdzie stykał się z nowoczesnymi metodami znieczulania oraz walki z bólem. Uczył się najnowszych metod od najlepszych wojskowych lekarzy bogatszych o doświadczenia frontowej sali operacyjnej jak: aparaty do znieczuleń do mieszania gazów anestetyku tlenu i podtlenku azotu czy intubację tchawicy oraz nowoczesne lekarstwa i środki premedykacji przedoperacyjnej. Środki te i metody nie były znane jeszcze w wyniszczonej zrujnowanej powojennej Polsce. W 1948 Bolesław Rutkowski powracał do Polski.

## W powojennej Polsce
Po powrocie do Polski Rutkowscy przyjechali do Gliwic, gdzie mieszkała rodzina Krystyny. Rutkowski rozpoczynał pracę w Przychodni Rejonowej w Gliwicach oraz Instytucie Przeciwrakowym (późniejszy Instytut Onkologii), gdzie został młodszym asystentem. Rozpoczynał jako pierwszy na Śląsku znieczulenia aparatem do narkozy używając intubacji dotchawicznej. Od 1953 był starszym asystentem, a od 1957 adiunktem, kierując założonym przez siebie Oddziałem Anestezjologii. W 1951 został dyrektorem szpitala przeciwgruźliczego w Pilchowicach i skierowawszy nim przez dwa kolejne lata zwolnił się na własne życzenie. Pracował również jako starszy asystent w 1 Klinice Chirurgicznej w Zabrzu w zespole prof. Józefa Gasińskiego. W 1953 w pierwszej grupie w Polsce został uznany za specjalistę w dziedzinie anestezji w uznaniu dorobku. Od 1953 Centrum Medyczne Kształcenia Podyplomowego zleciło doktorowi prowadzenie szkoleń z anestezjologii dla lekarzy z całej Polski. Pełnił funkcję konsultanta wojewódzkiego w zakresie anestezjologii w województwie Katowickim i Kieleckim. Był kierownikiem specjalizacji dla wielu śląskich lekarzy. W 1967 został pierwszym prezesem Katowickiego Oddziału Towarzystwa Anestezjologów Polskich W latach 70. założył pierwszą innowacyjną pracownię walki z bólem, pracował w niej do 1999, a pojawiał się do 2004. Wymyślił nowe metody leczenia bólu za pomocą akupunktury i prądu – elektrostymulacja. Należał do Międzynarodowego Towarzystwa Leczenia Bólu.
Był współautorem wielu prac naukowych i artykułów, m.in.
- Electric stimulation i Primary
- Anestezjologia, Reanimacja, Intensywna Terapia
- Elektroterapia przez nakłucie w leczeniu bólu nowotworowego
- Próba zastosowania akupunktury do analgezji chirurgicznej

## Odznaczenia
- Srebrny Krzyż Zasługi z Mieczami
- Medal Wojska (trzykrotnie)
- Medal 40-lecia Polski Ludowej
- Krzyż Pamiątkowy Monte Cassino
- Medal Wojny 1939–1945 (Wielka Brytania)
- Medal Obrony (trzykrotnie, Wielka Brytania)
- Gwiazda Italii (Wielka Brytania)
- France a ses Defenseurs
- Engagment Volontaire
- Medal XXV Gliwic
- Złota odznaka „Zasłużony w rozwoju województwa Katowickiego”

## Nagrody
- Nagroda Naukowa Miasta Gdańska im. Jana Heweliusza w kategorii nauk ścisłych i przyrodniczych (2004)[1]